# Gaspare Mattei Orsini
Gaspare Mattei Orsini (Roma, 1598 – Roma, 9 aprile 1650) è stato un cardinale, arcivescovo cattolico e nobile italiano.

## Biografia
Di nobile famiglia (Mattei), figlio di Mario Mattei Orsini, barone di Paganica, e Prudenzia Cenci; parente di papa Paolo V e nipote del cardinale Tiberio Cenci studiò all'archiginnasio di Roma, presso cui si addottorò in giurisprudenza. Essendo il figlio primogenito, i genitori sperarono che si sposasse con la ragazza di cui Gaspare era innamorato, ma lui decise invece di iniziare la carriera ecclesiastica nella Curia romana durante il pontificato di Paolo V.
Ebbe vari incarichi come governatore nelle città dello Stato Pontificio: San Severino Marche, Forlì, Urbino, Perugia.
Il 5 settembre 1639 fu eletto arcivescovo titolare di Atene. Fu quindi inviato come nunzio apostolico in Austria presso l'imperatore.
Nel concistoro del 13 luglio 1643 papa Urbano VIII lo creò cardinale e il 14 novembre dello stesso anno ricevette il titolo di San Pancrazio fuori le mura. Optò per il titolo di Santa Cecilia il 28 settembre 1648.
Partecipò al Conclave del 1644 che elesse papa Innocenzo X, ma dovette lasciare il conclave prima dell'elezione, perché malato.
Morì a Roma e fu sepolto nella basilica di Santa Cecilia.

## Genealogia episcopale e successione apostolica
La genealogia episcopale è:
- Cardinale Scipione Rebiba
- Cardinale Giulio Antonio Santori
- Cardinale Girolamo Bernerio, O.P.
- Arcivescovo Galeazzo Sanvitale
- Cardinale Ludovico Ludovisi
- Cardinale Marco Antonio Gozzadini
- Cardinale Ernesto Adalberto d'Harrach
- Cardinale Gaspare Mattei Orsini

La successione apostolica è:
- Vescovo Johannes Thuanus (1639)
- Arcivescovo Giovanni de Torres (1645)
- Vescovo Marin Ibrišimović, O.F.M.Obs. (1647)
- Vescovo Giacinto Cevoli, O.P. (1648)

## Ascendenza
|                                         |               |                                             | Genitori                                |  |  | Nonni |  |  | Bisnonni           |  |  | Trisnonni             |  |
|                                         |               |                                             |                                         |  |  |       |  |  | Ludovico II Mattei |  |  | Pietro Antonio Mattei |  |
|                                         |               |                                             |                                         |  |  |       |  |  | Ludovico II Mattei |  |  | Pietro Antonio Mattei |  |
|                                         |               | Antonina Capodiferro                        |                                         |  |  |       |  |  | Ludovico II Mattei |  |  |                       |  |
| Fabio Mattei                            |               |                                             |                                         |  |  |       |  |  | Ludovico II Mattei |  |  |                       |  |
|                                         |               | Lucrezia Capranica                          | Camillo Capranica                       |  |  |       |  |  |                    |  |  |                       |  |
|                                         |               | Lucrezia Capranica                          | Camillo Capranica                       |  |  |       |  |  |                    |  |  |                       |  |
|                                         |               | Lucrezia Capranica                          | Faustina della Valle                    |  |  |       |  |  |                    |  |  |                       |  |
| Mario Mattei Orsini, barone di Paganica |               | Lucrezia Capranica                          |                                         |  |  |       |  |  |                    |  |  |                       |  |
|                                         |               | Pierfrancesco II Orsini, signore di Bomarzo | Gian Corrado Orsini, signore di Bomarzo |  |  |       |  |  |                    |  |  |                       |  |
|                                         |               | Pierfrancesco II Orsini, signore di Bomarzo | Gian Corrado Orsini, signore di Bomarzo |  |  |       |  |  |                    |  |  |                       |  |
|                                         |               | Pierfrancesco II Orsini, signore di Bomarzo | Clarice Orsini di Monterotondo          |  |  |       |  |  |                    |  |  |                       |  |
| Faustina Orsini                         |               | Pierfrancesco II Orsini, signore di Bomarzo |                                         |  |  |       |  |  |                    |  |  |                       |  |
|                                         |               | Giulia Farnese                              | Galeazzo Farnese, signore di Latera     |  |  |       |  |  |                    |  |  |                       |  |
|                                         |               | Giulia Farnese                              | Galeazzo Farnese, signore di Latera     |  |  |       |  |  |                    |  |  |                       |  |
|                                         |               | Giulia Farnese                              | Isabella dell'Anguillara                |  |  |       |  |  |                    |  |  |                       |  |
| Gaspare Mattei Orsini                   |               | Giulia Farnese                              |                                         |  |  |       |  |  |                    |  |  |                       |  |
|                                         | Valerio Cenci | Ludovico Cenci                              |                                         |  |  |       |  |  |                    |  |  |                       |  |
|                                         | Valerio Cenci | Ludovico Cenci                              |                                         |  |  |       |  |  |                    |  |  |                       |  |
|                                         | Valerio Cenci | Lucrezia Margani                            |                                         |  |  |       |  |  |                    |  |  |                       |  |
| Ludovico Cenci                          | Valerio Cenci |                                             |                                         |  |  |       |  |  |                    |  |  |                       |  |
|                                         |               | Porzia Cenci                                | Giulio Cenci                            |  |  |       |  |  |                    |  |  |                       |  |
|                                         |               | Porzia Cenci                                | Giulio Cenci                            |  |  |       |  |  |                    |  |  |                       |  |
|                                         |               | Porzia Cenci                                | Silvia Velli                            |  |  |       |  |  |                    |  |  |                       |  |
| Prudenza Cenci                          |               | Porzia Cenci                                |                                         |  |  |       |  |  |                    |  |  |                       |  |
|                                         |               | Lodovico Lante della Rovere                 | Michele Lante della Rovere              |  |  |       |  |  |                    |  |  |                       |  |
|                                         |               | Lodovico Lante della Rovere                 | Michele Lante della Rovere              |  |  |       |  |  |                    |  |  |                       |  |
|                                         |               | Lodovico Lante della Rovere                 | Antonia Astalli                         |  |  |       |  |  |                    |  |  |                       |  |
| Laura Lante della Rovere                |               | Lodovico Lante della Rovere                 |                                         |  |  |       |  |  |                    |  |  |                       |  |
|                                         |               | Lavinia Maffei                              | Girolamo Maffei                         |  |  |       |  |  |                    |  |  |                       |  |
|                                         |               | Lavinia Maffei                              | Girolamo Maffei                         |  |  |       |  |  |                    |  |  |                       |  |
|                                         |               | Lavinia Maffei                              | Antonia Mattei                          |  |  |       |  |  |                    |  |  |                       |  |
|                                         |               | Lavinia Maffei                              |                                         |  |  |       |  |  |                    |  |  |                       |  |